# Владимир Кнежевић Волођа
Владимир Кнежевић Волођа (Вашково, код Пљеваља, 1915 — Трново, код Мркоњић Града, 2. октобар 1942), учесник Народноослободилачке борбе и народни херој Југославије.

## Биографија
Рођен је 1915. године у селу Вашкову, код Пљеваља. Потиче из земљорадничке породице. Пошто је 1935. године завршио гимназију у Пљевљима, наставио је школовање на Војној академији у Београду, коју је завршио као одличан студент, у чину потпоручника Југословенске Краљевске војске, а 1940. године унапређен је у чин поручника, као командир батерије.
У Априлском рату, борио се, од Драве до Сарајева, а када је 17. априла 1941. године капитулирала Југословенска Краљевска војска, вратио се у родни крај. Ту се укључио у припреме за устанак. У току Тринаестојулског устанка био је командант герилског одреда за пљеваљски срез. А крајем 1941. године примљен је у Комунистичку партију Југославије (КПЈ).
Октобра 1941. године, формиран је Главни штаб НОП одреда за Санџак, а Владимир је постављен за команданта штаба. До краја године, под командом Главног штаба било је неколико чета јачине 800 бораца у оперативном саставу, док је у војнопозадинским јединицама тај број био знатно већи. Током прве половине 1942. године, под командом Главног штаба, била су два Одреда и неколико батаљона. Ове снаге су водиле више успешних борби. Током треће непријатељске офанзиве вођене су тешке борбе, нарочито код Мојковца, између Лима и Ћехотине, и на правцу Косаница-Љубишња. Под притиском јаких четничких и италијанских снага, главнина партизанских јединица била је присиљена на повлачење.
За команданта Треће пролетерске санџачке ударне бригаде постављен је 5. јуна 1942. године. Одмах после формирања, бригада је водила одбрамбене борбе у доњим токовима Таре и Пиве. У саставу Ударне групе пролетерских бригада, под командом Врховног штаба, учествовала је у походу у Босанску крајину.
У борби на железничкој прузи Сарајево-Коњиц и у нападу на добро брањени Прозор бригада је похваљена од Врховног команданта НОВ И ПОЈ Јосипа Броза Тита. Два пута су заузимали Шујицу и водили жестоке борбе на правцу Шујица-Купрес.
У августу, после успешног учешћа дела снага у борби за Ливно, истовремено делује на три сектора: на сектору Ливна, на Динари и код Купреса. Делом снага учествовала је у нападима на Купрес. У јесен бригада води борбе око Мркоњић Града.
У ноћи између 2. и 3. октобра, у селу Бараћи код Мркоњић Града, нападнут је од четника и убијен, заједно са Рифатом Бурџовићем, замеником политичког комесара бригаде и Томашем Жижићем, командантом Четвртог батаљона. После убиства, четници су њихова тела бацили у провалију звану „Грујића јама“, дубоку преко двадесет метара.
Одлуком Председништва Антифашистичког већа народног ослобођења Југославије (АВНОЈ), 25. септембра 1944. године, међу првим борцима Народноослободилачке војске, проглашен је за народног хероја.